# Пьеве-ди-Боно
Пьеве-ди-Боно (итал. Pieve di Bono) — упразднённая коммуна в Италии, расположена в провинции Тренто области Трентино-Альто-Адидже.
Население коммуны составляет 1331 человек (2011 г.), плотность населения составляет 69 чел./км². Занимает площадь 20 км². 
Почтовый индекс — 38085. Телефонный код — 0465.
Покровительницей коммуны почитается святая Иустина Падуанская, празднование 7 октября.

## Демография
Динамика населения:

## Администрация коммуны
- Официальный сайт: http://www.comune.pievedibono.tn.it/